# Abralia siedleckyi
Abralia siedleckyi е вид главоного от семейство Enoploteuthidae.

## Разпространение
Видът е разпространен в Южна Африка.